# Paengnyŏn sa
Paengnyŏn sa (백련사 Klasztor Białego Lotosu) – koreański klasztor. 

## Historia klasztoru
Klasztor został wybudowany pomiędzy rokiem 681 a 692 na zboczu góry Tŏgyu w górnej części doliny Kuchŏndong. Powstał w miejscu, gdzie wcześniej żył ascetyczny pustelnik zwany Paengnyŏnem, obdarzony magicznymi mocami. Po jego śmierci na tym miejscu spontanicznie wyrosły białe lotosy. Król Sinmun (pan. 681-692) nakazał wznieść w tym miejscu klasztor, aby upamiętnić tego mnicha.
Jednym z wybitnych mistrzów sŏn, którzy rezydowali w tym klasztorze był uczeń Sosana Taesy - Chŏnggwan Ilsŏn (1533–1608). 
Obecnie klasztor znajduje się terenie Narodowego Parku góry Tŏgyu.

## Adres klasztoru
- 산936-1 Samgong-ri, Seolcheon-myeon, Muju, Jeollabuk-do, Korea Południowa